# Wenn der Himmel versagt
Wenn der Himmel versagt (Originaltitel: La Tentation de Barbizon; deutsch auch: Der Satan und die Hochzeitsreise) ist ein schwarz-weiß gedrehter romantischer französischer Komödienfilm aus dem Jahr 1946, bei dem Jean Stelli Regie führte und in dem erstmals Louis de Funès in einer kleinen Nebenrolle auftrat.

## Handlung
In einem Gasthaus in Barbizon trifft ein von Gott auf die Erde geschickter Schutzengel in Gestalt einer wunderschönen blonden Frau, Eva Parker, auf einen von Satan gesandten Teufel in Gestalt eines jungen Mannes, Mr. Atkinson. So wie der Engel die Herde Gottes beschützen soll, verfolgt Satan die Idee, die Seelen der Menschen durch den Abschluss von Verträgen zu gewinnen.
Die beiden Widersacher benutzen ein junges Paar, um ihre jeweiligen Aufträge in die Tat umzusetzen. Der Teufel macht sich daran, durch Versuchungen des Ehemannes die Liebe des Paars zu stören, während der Engel sein Bestes tut, um die beiden zusammenzuhalten. Nichts geschieht wie es vorhergesehen ist und der Teufel kommt zu dem Schluss: „So wie die Dinge laufen, werde ich im Himmel landen und du in der Hölle.“

## Produktion
Der Film hatte in Frankreich am 13. März 1946 seine Premiere und kam 1948 auch in die deutschen Kinos.
La Tentation de Barbizon wurde im Laboratoire cinématographique moderne der Studios de Boulogne gedreht. Für die Tonaufnahmen wurde das System von Western Electric genutzt.
Einen besonderen Platz nimmt der Film in der Geschichte des französischen Kinos ein, da er den ersten Leinwandauftritt von Louis de Funès enthält. Der damals 31-jährige de Funès spielt einen Türsteher des Cabaret Le Paradis und empfängt einen Gast (Pierre Larquey), führt ihn die Treppe hinunter zum Eingang des Saals und sagt „C'est par ici, Monsieur“ („hier entlang, mein Herr“). Pierre Larquey versucht jedoch, einen anderen Weg zunehmen, was nicht gelingt. Darauf darf de Funès den zweiten Satz seiner großartigen Filmlaufbahn sagen: „Bah, il a son compte celui-là, aujourd'hui“ („Nun, er hat heute die Nase voll“). Die Szene dauert nur 40 Sekunden. De Funès versuchte, bei den Dreharbeiten durch langsames Agieren ein wenig mehr Zeit zu ergattern; dies ließ der Regisseur allerdings nicht zu.

## Rezeption
Die Abendzeitung Le Populaire de Paris sprach dem Regisseur die Fähigkeit ab, aus dem „hervorragenden Thema“ eine gute Komödie zu machen. Er habe keinen Sinn für Humor und hätte sich deswegen damit bescheiden müssen, die einfachsten, offensichtlichsten und erwartbarsten Gags zu nutzen: „Die, derer er habhaft werden konnte.“
Die Tageszeitung Combat, Le Journal de Paris war kaum gnädiger, wenn sie schrieb, man müsse es dem Regisseur zugutehalten, dass er nie bei einem komischen Effekt verweilte oder eine lustige Situation zu lang ausdehnte; hätte der Zuschauer eine halbe Minute Zeit gehabt, darüber nachzudenken, wäre manch ein Unfug zur Blamage geworden.
James Travers bezeichnet die Handlung als reinen Unsinn, der durchaus unterhaltsam sei. Das „zündende“ Zusammenspiel zwischen Simone Renant und François Périer sei der größte Gewinn des Films und stelle den Auftritt des Paares Faber/Gélin in den Schatten.